# Ichneumon fulvicornis
Ichneumon fulvicornis là một loài tò vò trong họ Ichneumonidae.